# 크레모나 전투
크레모나 전투는 1702년 2월 1일 프랑스와 오스트리아 사이에서 벌어진 스페인 왕위 계승 전쟁의 전투 중 하나이다.
롬바르디아에서 벌어진 키아리 전투에서 프랑스군을 물리친 뒤 5달 후 사부아 공자 외젠은 신성로마제국의 레오폴트 1세의 오스트리아 군대와 함께 포강에 있는 크레모나(Cremona)가 있는 쪽으로 군대를 서진시킴으로써 공격을 재개했다. 1702년 2월 1일 외젠은 야습을 가해 완벽하게 허를 찔린 빌레루아 공작 프랑수아 드 뇌빌 원수 휘하의 수비병을 제압할 수 있었다.
작전은 외젠이 자신과 포(Po)의 문을 점령하기로 한 로렌-보데몽의 샤를 토마(Charles Thomas de Lorraine-Vaudemont)가 지휘하는 대군이 참여하는 코만도 스타일의 침투였다.
외젠은 도시를 기습하여 빌레루아 공작을 포로로 사로잡았다.
병사들의 기지는 그들의 그들의 손해를 다음과 같은 유명한 시를 짓도록 했다.

"Par la faveur de Bellone,

et par un bonheur sans égal,

Nous avons conservé Crémone

--et perdu notre général."

오스트리아군은 또 다른 프랑스의 고위 장교를 체포했다. 그리고 1000명의 프랑스 병사들이 그들이 잠든 사이에 기습을 당해 전사했다.
그러나 계획은 완전히 성공하지 못했는데, 왜냐하면 보데몽이 험난한 지형 때문에 연락이 두절되어 결국 계획보다 늦게 도착했기 때문이다. 그들은 너무 늦어 크레모나의 요새에 놀라지 않을 수 없었고, 중요한 다리가 방어자들에 의해 폭파되었다. 그리고 요새는 아이리쉬 여단(Irish Bridade)이 포(Po)의 문에서 영웅적인 저항을 한 덕분에 점령당하지 않았다. 프랑스의 구원군이 크레모나에 접근하자 외젠은 퇴각할 수밖에 없었다.
빌레루아의 후임으로 방돔 공작 루이조제프 드 부르봉(Vendome)가 지휘권을 이양받았다.

## 서적정보
Eggenberger, David. A Dictionary of Battles (New York: Thomas Y. Crowell, 1967), p. 110